# Pittura moghul

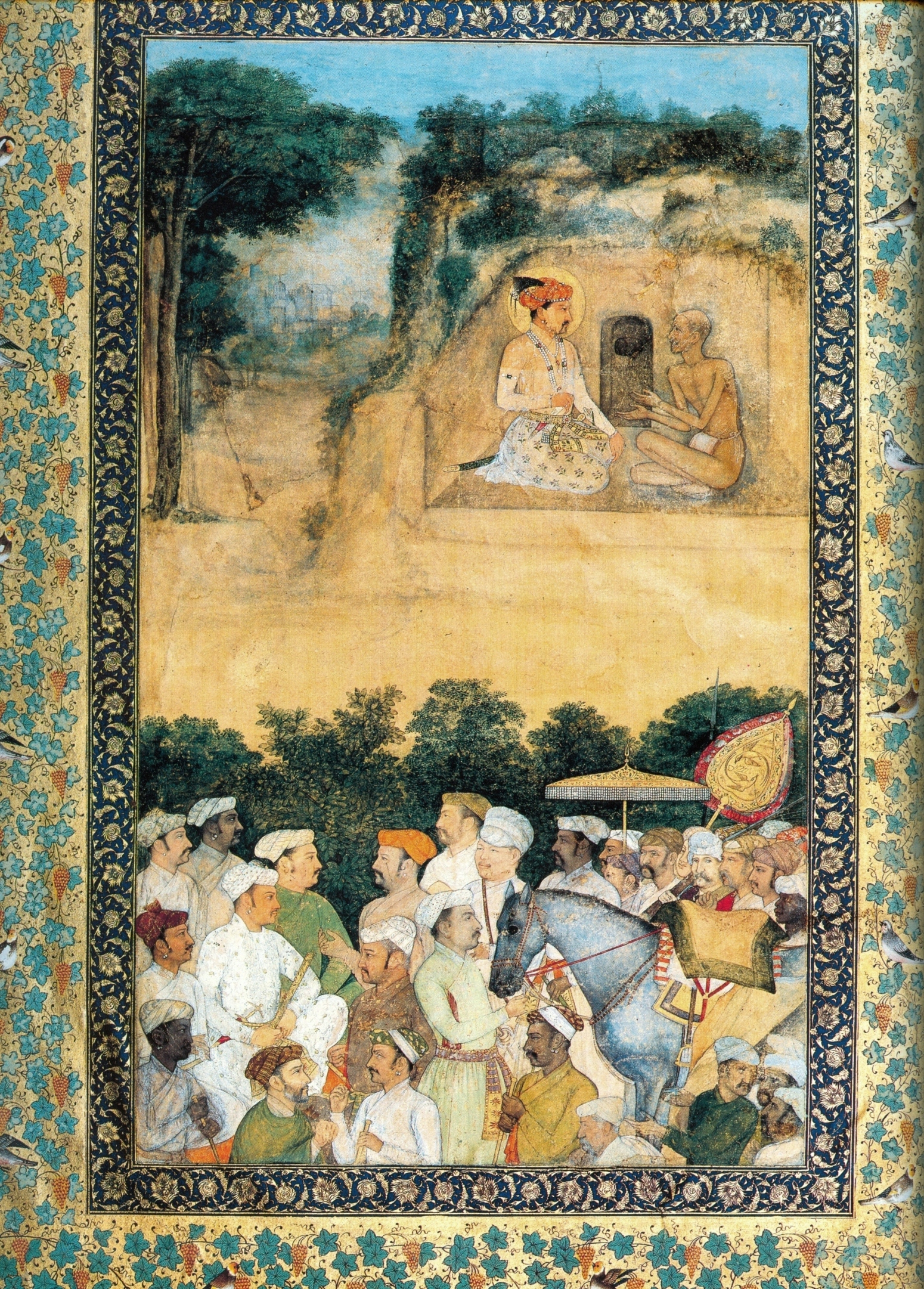
Govardhan, l'imperatore Jahangir in visita all'asceta Jadrup, circa 1616-1620

La pittura moghul è uno stile particolare del sud asiatico, in particolare indiano, limitato alle miniature come illustrazioni di libri o come singole opere da conservare in album (muraqqa). Emerse dalla pittura della miniatura persiana (anch'essa in parte di origine cinese) e si sviluppò alla corte dell'Impero moghul tra il XVI e il XVIII secolo. Gli imperatori moghul erano musulmani e hanno avuto il merito di consolidare l'Islam nell'Asia meridionale e di diffondere l'arte e la cultura musulmane (e in particolare persiane) oltre che la fede islamica.

## Storia
La pittura dei moghul ebbe immediatamente un interesse molto maggiore nella ritrattistica realistica di quanto non fosse tipico delle miniature persiane. Gli animali e le piante divennero i soggetti principali di molte miniature per album e vennero rappresentati in modo più realistico. Sebbene molte opere classiche della letteratura persiana continuassero ad essere illustrate, così come le opere indiane, il gusto degli imperatori moghul per la scrittura di memorie o diari, iniziato da Babur, fornì alcuni dei testi più sontuosamente decorati, come quello delle storie Padshahnama. I soggetti erano ricchi di varietà e includevano ritratti, eventi e scene della vita di corte, scene di vita selvaggia e di caccia e illustrazioni di battaglie. La tradizione persiana dei bordi riccamente decorati che incorniciavano l'immagine centrale (per lo più ritagliata nelle immagini mostrate qui) venne continuata, così come una forma modificata della convenzione persiana di un punto di vista elevato. 

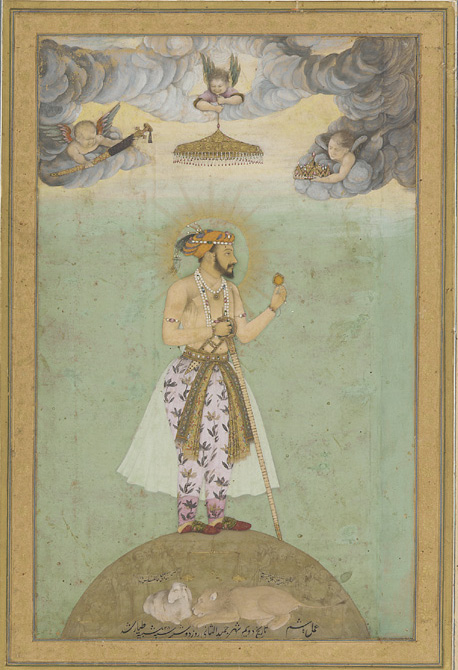
L'imperatore Shah Jahan in piedi su un globo, con un'aureola e putti in stile europeo, c. 1618-19-1629.

Lo stile pittorico moghul si diffuse successivamente in altre corti indiane, sia musulmane che indù, e successivamente sikh, e fu spesso usato per rappresentare soggetti indù. Questo avvenne principalmente nel nord dell'India. Si svilupparono molti stili regionali in queste corti, tendendo a diventare più audaci ma meno raffinati. Queste miniature sono spesso descritte come "post-moghul", "sub-moghul" o "provincial moghul". La mescolanza di elementi indiani, persiani e indigeni stranieri fu una continuazione della condiscendenza di altri aspetti della cultura straniera avviata dal precedente sultanato turco-afgano di Delhi, e dell'introduzione nel subcontinente di varie dinastie turche dell'Asia centrale, come i Ghaznavidi.

## Soggetti

### Ritratti

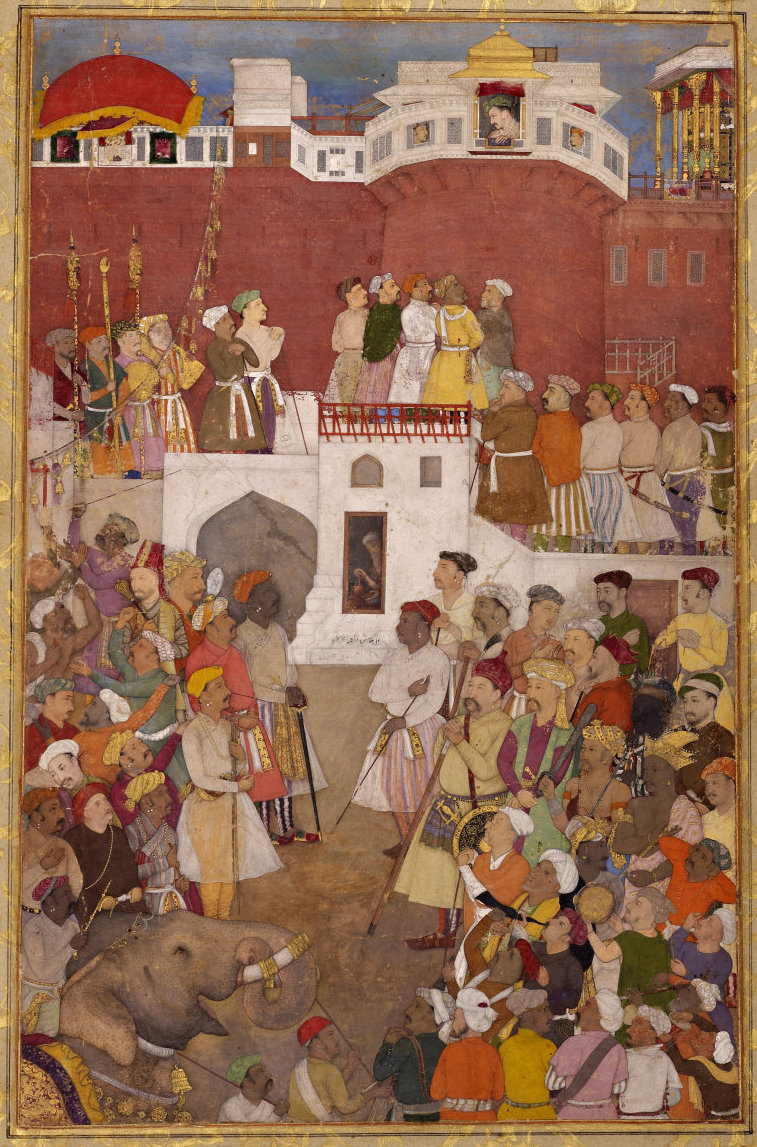
Abu'l Hasan, l'imperatore Jahangir alla finestra Jharoka del Forte di Agra, c. 1620, Museo dell'Aga Khan

Fin dall'inizio lo stile moghul fu fortemente caratterizzato dalla ritrattistica realistica, normalmente di profilo, e influenzata dalle stampe occidentali, che erano disponibili presso la corte. Questa non era mai stata una caratteristica della miniatura persiana o della precedente pittura indiana. La posa, raramente variata nei ritratti, doveva avere rigorosamente la testa di profilo, ma il resto del corpo si girava a metà verso lo spettatore. Per molto tempo i ritratti furono sempre di uomini, spesso accompagnati da servi o concubine, ma c'è un dibattito accademico sulla rappresentazione delle donne di corte nella ritrattistica. Alcuni studiosi sostengono che non ci sono somiglianze esistenti di figure come Jahanara Begum e Mumtaz Mahal, e altri attribuiscono miniature, ad esempio dall'album Dara Shikoh o dal ritratto a specchio della Freer Gallery of Art, a queste famose nobildonne. La singola figura idealizzata del tipo Reza Abbasi era meno popolare, ma le scene completamente dipinte di innamorati in un palazzo divennero popolari in seguito. Anche i disegni di scene di genere, in particolare uomini santi, musulmani o indù, erano popolari.
Akbar aveva un album, ora disperso, costituito interamente da ritratti, di persone della sua enorme corte, che aveva uno scopo pratico. Secondo i cronisti, era solito consultarlo quando discuteva di appuntamenti e simili con i suoi consiglieri, apparentemente per fare mente locale su chi fossero le persone in discussione. Molte di queste, come le immagini medievali europee di santi, portavano oggetti associati ad essi per facilitarne l'identificazione, ma per il resto le figure si trovavano su uno sfondo semplice. Esistono un certo numero di bei ritratti di Akbar, ma fu sotto i suoi successori Jahangir e Shah Jahan che il ritratto del sovrano si affermò saldamente come soggetto principale nella pittura in miniatura indiana, che doveva diffondersi alle corti principesche musulmane e indù in tutta l'India.
Dal XVII secolo i ritratti equestri, per lo più di sovrani, divennero un altro soggetto popolare copiato dall'Occidente. Un altro nuovo tipo di immagine mostrava la Jharokha Darshan (letteralmente "vista sul balcone/culto"), o esposizione pubblica dell'imperatore alla corte, o al popolo, che divenne un cerimoniale quotidiano sotto Akbar, Jahangir e Shah Jahan, prima di essere eliminato come non islamico da Aurangzeb. In queste scene, l'imperatore veniva mostrato in alto su un balcone o ad una finestra, con una folla di cortigiani in basso, a volte con molti ritratti. Come le aureole, sempre più grandi, che questi imperatori avevano nei singoli ritratti, l'iconografia rifletteva l'aspirazione dei successivi moghul a proiettare un'immagine come rappresentanti di Allah sulla terra, o anche ad avere uno status quasi divino. Altre immagini mostrano l'imperatore in trono che tiene riunioni, riceve visitatori, o partecipante al Durbar, o consiglio formale. Questi ritratti reali incorporati nelle scene di caccia divennero generi molto popolari nella successiva pittura dei Rajput e in altri stili post-moghul.

### Animali e piante

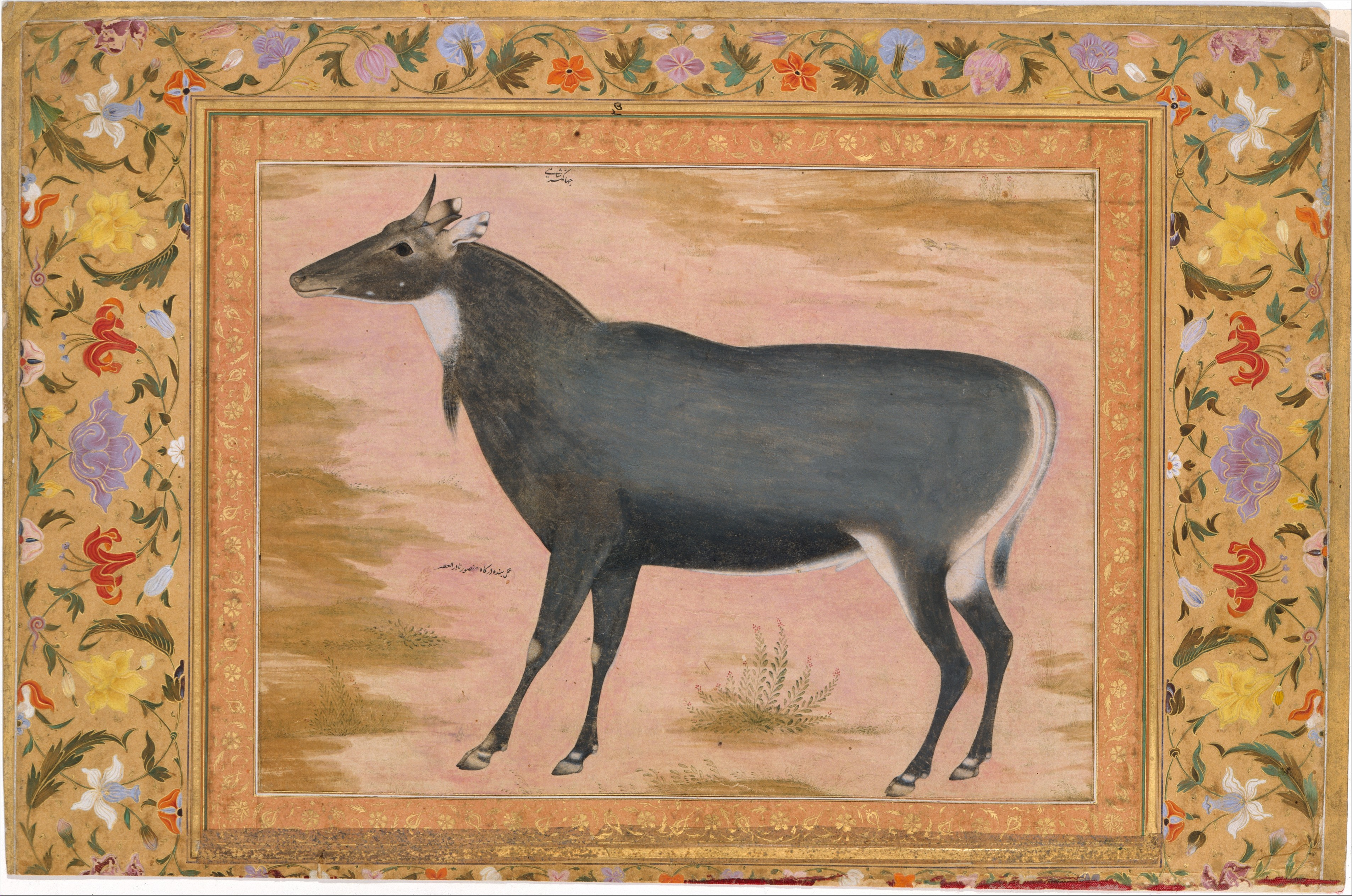
Nilgai di Ustad Mansur (floruit 1590–1624), specializzato in uccelli e studi sugli animali, per album.

Un'altra area tematica popolare era quella degli studi realistici su animali e piante, principalmente fiori; il testo del Baburnama comprende una serie di descrizioni di tali argomenti, che sono stati illustrati nelle copie fatte per Akbar. Questi soggetti avevano anche artisti specializzati, tra cui Ustad Mansur. Milo C. Beach sostiene che "il naturalismo moghul è stato fortemente sotto stress. Le prime immagini di animali consistono in variazioni su un tema, piuttosto che in osservazioni innovative". Egli vede ingenti prestiti da dipinti di animali cinesi su carta, che sembrano non essere stati molto apprezzati dai collezionisti cinesi, e così raggiunsero l'India.

### Libri miniati
Nel periodo nel quale si andò formando lo stile, sotto Akbar, il laboratorio imperiale produsse una serie di copie molto illustrate di libri in persiano. Una delle prime, probabilmente risalente al 1550 e ora nel Cleveland Museum of Art, era un Tūti-nāma con circa 250 miniature piuttosto semplici e piccole, la maggior parte contenenti soltanto poche figure. Al contrario, l'Hamzanama commissionato da Akbar aveva pagine insolitamente grandi, di cotone densamente intessuto piuttosto che il solito foglio, e le immagini erano spesso affollate di figure. Il lavoro era "una serie continua di interludi romantici, eventi minacciosi, fughe e atti violenti", presumibilmente raccontando la vita di uno zio di Maometto. Il manoscritto di Akbar aveva circa 1400 miniature, una per ogni avvenimento, con il testo pertinente scritto sul retro della pagina, presumibilmente da leggere all'imperatore mentre guardava le immagini. Questo colossale progetto impegnò l'artista per la maggior parte del 1560 e probabilmente oltre. Questi e alcuni altri primi lavori videro lo stile del laboratorio moghul intorno al 1580.
Altri grandi progetti includevano biografie o memorie della dinastia Moghul. Babur, il suo fondatore, aveva scritto memorie classiche, che suo nipote Akbar aveva tradotto in persiano, come Baburnama (1589), e poi prodotto in quattro copie riccamente illustrate, con un massimo di 183 miniature ciascuna. L'Akbarnama era la biografia o cronaca commissionata da Akbar, prodotta in molte versioni, e la tradizione continuò con l'autobiografia di Jahangir Tuzk-e-Jahangiri (o Jahangirnama) e una biografia celebrativa di Shah Jahan, chiamata Padshahnama, che portò l'era della grande biografia imperiale illustrata fino alla fine, intorno al 1650. Akbar commissionò una copia dello Zafarnama, una biografia del suo lontano antenato Tamerlano, ma sebbene sua zia avesse scritto una biografia di suo padre, Humayun, nessun manoscritto illustrato è pervenuto.
I volumi dei classici della poesia persiana di solito avevano piuttosto meno miniature, spesso una ventina, ma di altissima qualità. Akbar tradusse anche le poesie epiche indù in persiano, producendole in versioni illustrate. Quattro sono note del Razmnama, un Mahabharata in persiano, tra il 1585 e il 1617 circa. Akbar aveva almeno una copia della versione persiana del Rāmāyaṇa.

## Origini

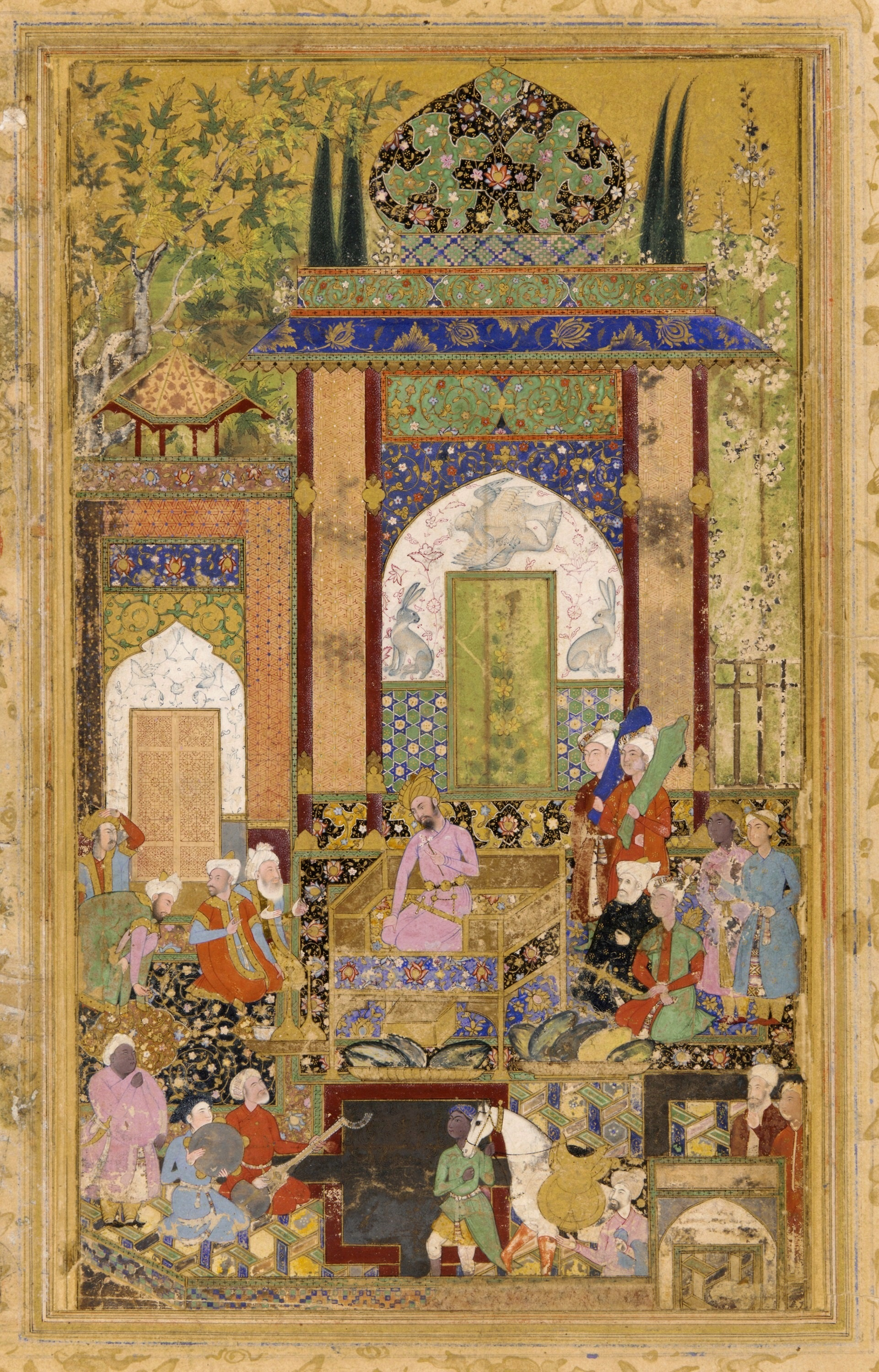
Babur riceve un cortigiano di Farrukh Beg c. 1580-1585. Acquerello opaco e oro su carta, dipinto e montato all'interno dei bordi, da un Rawżat aṣ-ṣafāʾ, usando ancora lo stile della miniatura persiana.

La pittura di corte dei moghul, al contrario di varianti più vaghe dello stile prodotto in corti e città periferiche, trasse poco dalle tradizioni indigene non musulmane della pittura. Gli artisti erano indù e giainisti, e prima buddisti, e quasi interamente religiosi. Le illustrazioni erano principalmente piccole, rispetto ai testi. Esistevano anche dipinti murali e su tela, in particolare su rotoli fatti per essere mostrati dai cantastorie o recitatori popolari delle epopee indù e altre storie, eseguiti da specialisti itineranti; pochissimi esempi di questi ultimi sono giunti ai nostri giorni.
Al contrario, la pittura moghul era "quasi del tutto profana", sebbene a volte fossero rappresentate figure religiose. Il Irealismo, specialmente nei ritratti di persone e animali, divenne un obiettivo chiave, molto più che nella pittura persiana, per non parlare delle tradizioni indiane precedenti. C'era già stata una tradizione musulmana di pittura in miniatura sotto il sultanato turco-afghano di Delhi che i moghul conquistarono, e come i moghul, e il primissimo invasore dell'Asia centrale nel subcontinente, avevano patrocinato la cultura straniera. Questi dipinti erano realizzati su carta a fogli mobili e di solito venivano collocati tra copertine di legno decorate. Sebbene i primi manoscritti sopravvissuti siano di Mandu, c'erano probabilmente anche quelli precedenti che sono andati perduti, o forse ora attribuiti alla Persia meridionale, poiché i manoscritti successivi possono essere difficili da distinguere da questi solo per lo stile, e alcuni rimangono oggetto di dibattito tra gli specialisti. Al tempo dell'invasione moghul, la tradizione aveva abbandonato l'alto punto di vista tipico dello stile persiano e aveva adottato uno stile più realistico per animali e piante.
Nessuna miniatura sopravvive dal regno del fondatore della dinastia, Babur, né menziona la commissione di nessuna delle sue memorie, il Baburnama. Copie di questo furono illustrate dai suoi discendenti, Akbar in particolare, con molti ritratti dei molti nuovi animali che Babur aveva incontrato quando invase l'India, accuratamente descritti. Tuttavia alcuni manoscritti non illustrati sopravvissuti potrebbero essere stati commissionati da lui, e commentano lo stile di alcuni famosi maestri persiani del passato. Alcuni manoscritti illustrati più vecchi hanno il loro sigillo; i moghul provenivano da una lunga stirpe che risaliva a Tamerlano e furono completamente assimilati nella cultura persiana e usavano proteggere la letteratura e l'arte.
Lo stile della scuola moghul si sviluppò all'interno del laboratorio reale. La conoscenza venne principalmente trasmessa attraverso relazioni familiari e di apprendistato e il sistema di produzione congiunta di manoscritti che riuniva più artisti per singole opere. In alcuni casi, gli artisti più anziani disegnavano le illustrazioni e quelli più giovani di solito applicavano i colori, specialmente per le aree dello sfondo. Laddove non sono iscritti nomi di artisti, è molto difficile rintracciare dipinti imperiali moghul di artisti specifici.

## Sviluppo

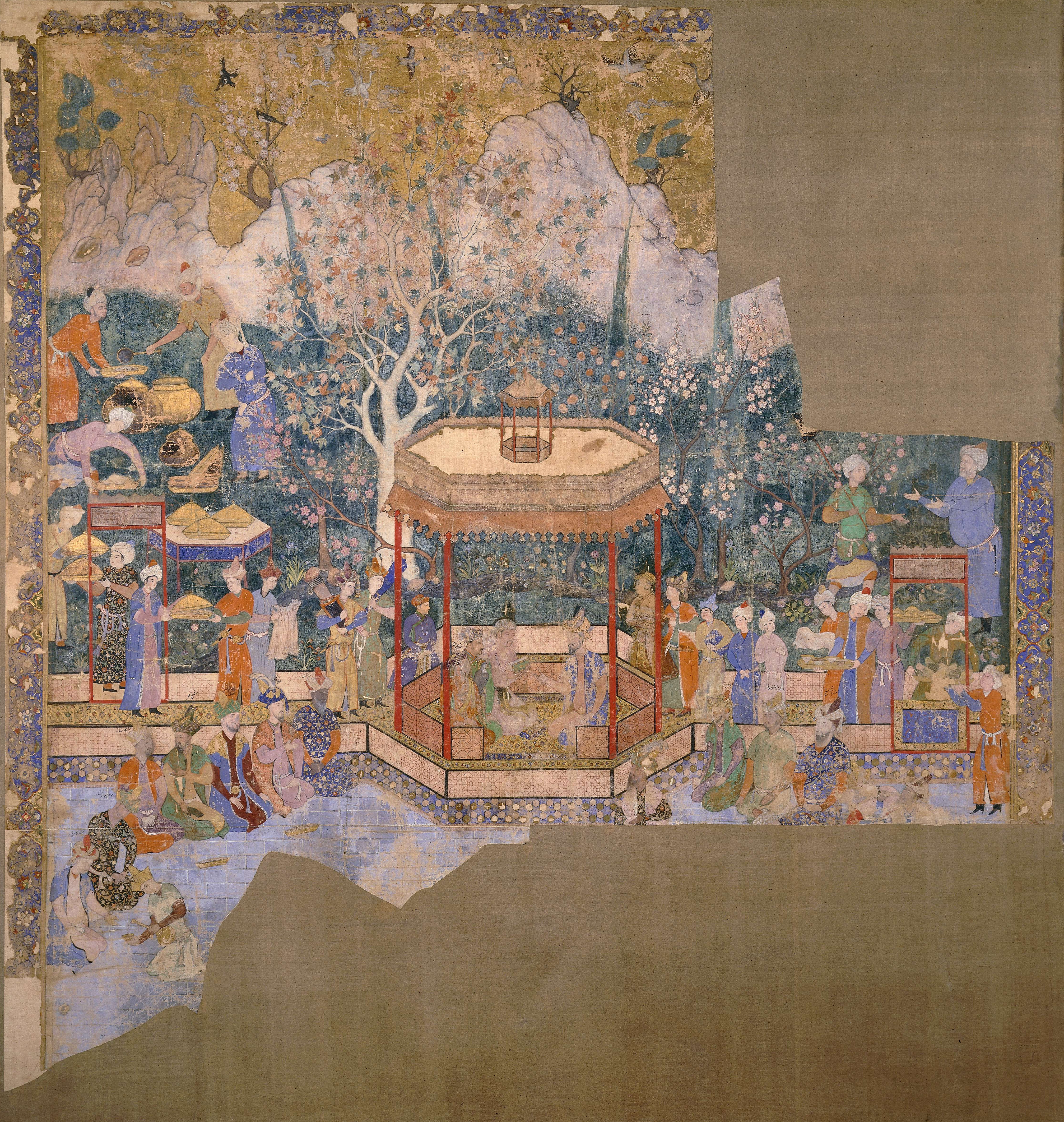
Principi timuridi, attribuiti al persiano Abd as-Samad, c. 1550-1555, con aggiunte nel secolo successivo sotto Jahangir.

Dopo un inizio provvisorio sotto Humayun, il grande periodo della pittura moghul fu durante i successivi tre regni, di Akbar, Jahangir e Shah Jahan, che coprirono tra loro poco più di un secolo.

### Humayun (1530-1540 e 1555-1556)

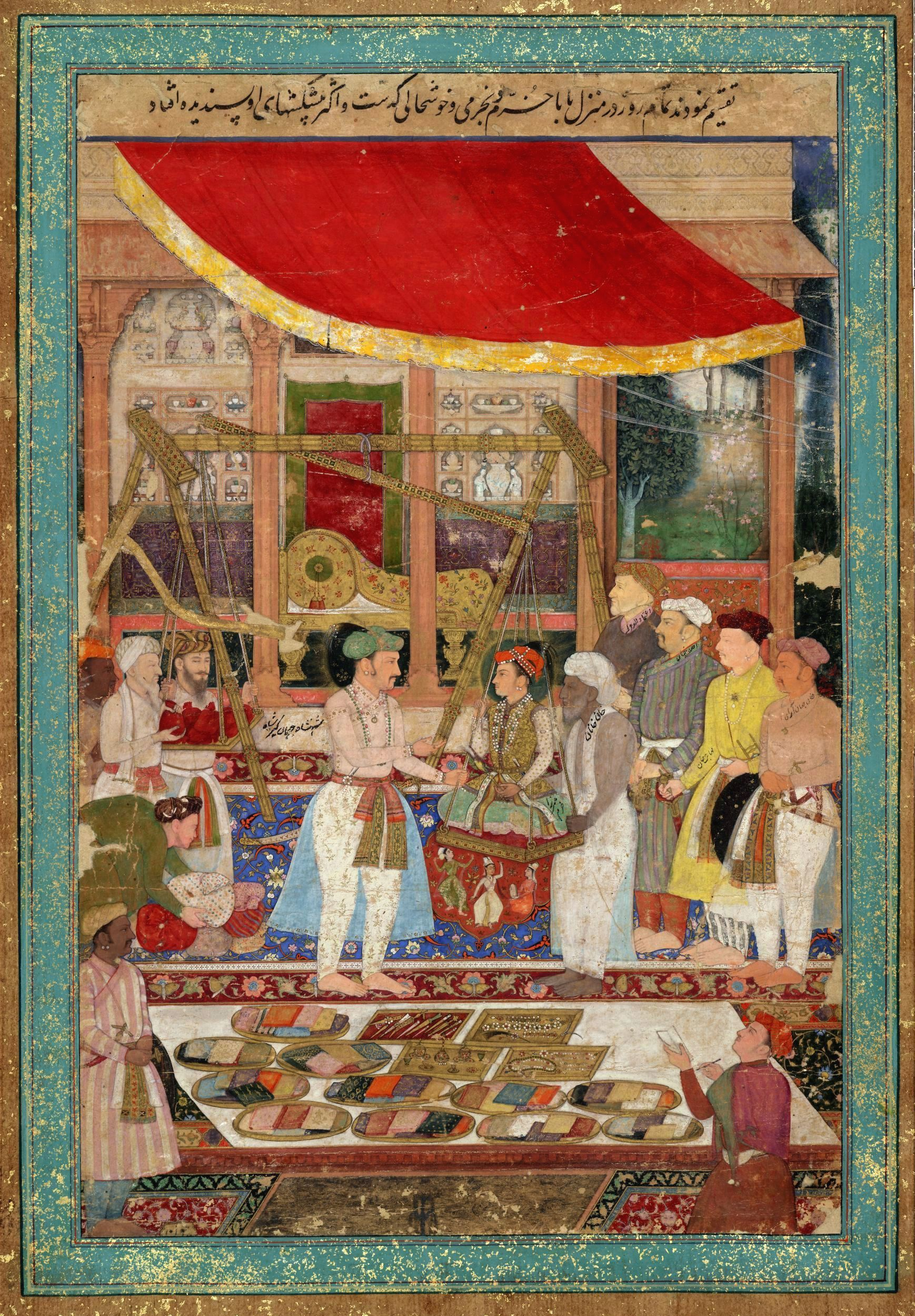
L'imperatore Jahangir pesa il principe Khurram di Manohar Das, 1610–15, dalla stessa copia di Thangk-e-Jahangiri di Jahangir. I nomi delle figure principali sono indicati sui loro abiti e quello dell'artista in basso. British Museum

Quando il secondo imperatore moghul, Humayun, era in esilio a Tabriz, nella corte safavide di Scià Tahmasp I di Persia, ebbe modo di conoscere il dipinto in miniatura persiano e vi commissionò almeno un'opera (o a Kabul), un dipinto insolitamente grande su tela dei principi timuridi, ora al British Museum. Originariamente era un ritratto di gruppo con i suoi figli, ma nel secolo successivo Jahangir lo fece ampliare per renderlo un gruppo dinastico che includeva antenati morti. Quando Humayun tornò in India, portò con sé due abili artisti persiani Abd al-Samad e Mir Sayyid Ali. Suo fratello, l'usurpatore Kamran Mirza, aveva impiantato un laboratorio a Kabul, che Humayan avrebbe probabilmente acquisito. La principale commissione nota di Humayan è stata una Khamsa di Nizami con 36 pagine miniate, in cui i diversi stili dei vari artisti sono ancora per lo più evidenti. Oltre al dipinto di Londra, commissionò anche almeno due miniature che mostravano se stesso con i familiari un tipo di soggetto raro in Persia ma comune tra i moghul.

### Akbar (regno 1556–1605)
Durante il regno del figlio di Humayun, Akbar, la corte imperiale, oltre ad essere il centro dell'autorità amministrativa per gestire e governare il vasto impero, emerse anche come centro di eccellenza culturale. Akbar ereditò e ampliò la biblioteca di suo padre e la bottega dei pittori di corte e prestò molta attenzione personalmente alla produzione. Aveva studiato pittura in gioventù con Abd as-Samad, anche se non è chiaro fino a che punto questi studi fossero andati avanti.
Tra il 1560 e il 1566 fu illustrato il Tūti-nāma ("Racconti di un pappagallo"), ora al Cleveland Museum of Art, che mostra "le componenti stilistiche dello stile imperiale moghul in una fase formativa". Tra gli altri manoscritti, tra il 1562 e il 1577, la bottega lavorò su un manoscritto miniato dell'Hamzanama composto da 1.400 fogli di cotone, insolitamente grandi )69 x 54  cm). Questo enorme progetto "è servito come mezzo per modellare gli stili disparati dei suoi artisti, dall'Iran e da diverse parti dell'India, in uno stile unificato". Alla fine, lo stile raggiunse la maturità e "le composizioni piatte e decorative della pittura persiana sono state trasformate creando uno spazio credibile in cui i personaggi dipinti in tondo possono esibirsi".
Il capolavoro di Saʿdi, Gulistan, fu prodotto a Fatehpur Sikri nel 1582, un Darab Nama intorno al 1585. Nel 1590 seguì il Khamsa di Nizami (British Library, Or. 12208) e il Baharistan di Giami intorno al 1595 a Lahore. Mentre la pittura derivata dai moghul si diffuse alle corti indù, i testi illustrati includevano le epopee indù tra cui il Rāmāyaṇa e il Mahābhārata, temi con favole di animali, ritratti individuali e dipinti su decine di argomenti diversi. Lo stile moghul durante questo periodo continuò a perfezionarsi con elementi di realismo e naturalismo che vennero alla ribalta. Tra il 1570 e il 1585, Akbar assunse oltre cento pittori per praticare la pittura in stile moghul.
Il regno di Akbar stabilì un tema celebrativo nell'Impero moghul. In questo nuovo periodo, Akbar convinse gli artisti a concentrarsi sulla realizzazione di scene di spettacoli, includendo grandi simboli, come elefanti, per far emergere il senso di un impero prospero. Insieme a questa nuova mentalità, Akbar incoraggiò anche il suo popolo a scrivere e a trovare un modo di registrare ciò che ricordavano dai tempi precedenti per garantire che i posteri potessero essere in grado di ricordare la grandezza dell'impero moghul.

### Jahangir (1605–1625)
Jahangir aveva un'inclinazione artistica e durante il suo regno la pittura moghul si sviluppò ulteriormente. Le pennellate divennero più sottili e i colori più chiari. Jahangir venne anche profondamente influenzato dalla pittura europea. Durante il suo regno entrò in contatto diretto con la Corona inglese e gli furono inviati doni di dipinti ad olio, che includevano ritratti del re e della regina. Incoraggiò i suoi artisti di corte a riprendere la prospettiva a punto unico favorita dagli artisti europei, a differenza dello stile appiattito multistrato utilizzato nelle miniature tradizionali. In particolare, incoraggiò i dipinti che descrivevano eventi della sua stessa vita, singoli ritratti e studi su uccelli, fiori e animali. Il Tuzk-e-Jahangiri (o Jahangirnama ), scritto durante la sua vita, un resoconto autobiografico del regno di Jahangir, ha diversi dipinti, tra cui alcuni argomenti insoliti come l'unione di un santo con una tigre, e combattimenti tra ragni. I dipinti moghul realizzati durante il regno di Jahangir continuarono la tendenza del naturalismo e sono influenzati dalla rinascita di stili e soggetti persiani su quelli indù più tradizionali.

### Shah Jahan (1628–1659)
Durante il regno di Shah Jahan (1628-1658), i dipinti mogul continuarono a svilupparsi, ma quelli di corte divennero più rigidi e formali. Le illustrazioni del "Padshanama" (cronache del re del mondo), uno dei migliori manoscritti islamici della Royal Collection, a Windsor, furono dipinti durante il regno di Shah Jahan. Scritto in persiano su carta con aggiunte d'oro, rese squisitamente i dipinti. Il "Padshahnama" ha ritratti di cortigiani e servi del re dipinti con grande dettaglio. In linea con la rigorosa formalità della corte, tuttavia i ritratti del re e di importanti nobili sono stati resi di profilo rigoroso, mentre servi e persone comuni, raffigurati con tratti individuali, sono state ritratte nella vista a tre quarti o in quella frontale.
Temi tra cui feste musicali, amanti, a volte in posizioni intime, su terrazze e giardini e asceti raccolti attorno a un fuoco, abbondano nei dipinti moghul di questo periodo.  Anche se questo periodo è stato considerato come il più prospero, gli artisti dovettero rappresentare la vita di corte come organizzata e unificata. Per questo motivo, la maggior parte dell'arte creata sotto il suo dominio si concentrava principalmente sull'imperatore e aiutava a stabilire la sua autorità. Lo scopo di questa arte era di lasciare un'immagine di ciò che i moghul credevano essere il sovrano e lo stato ideali.

## Quadri successivi

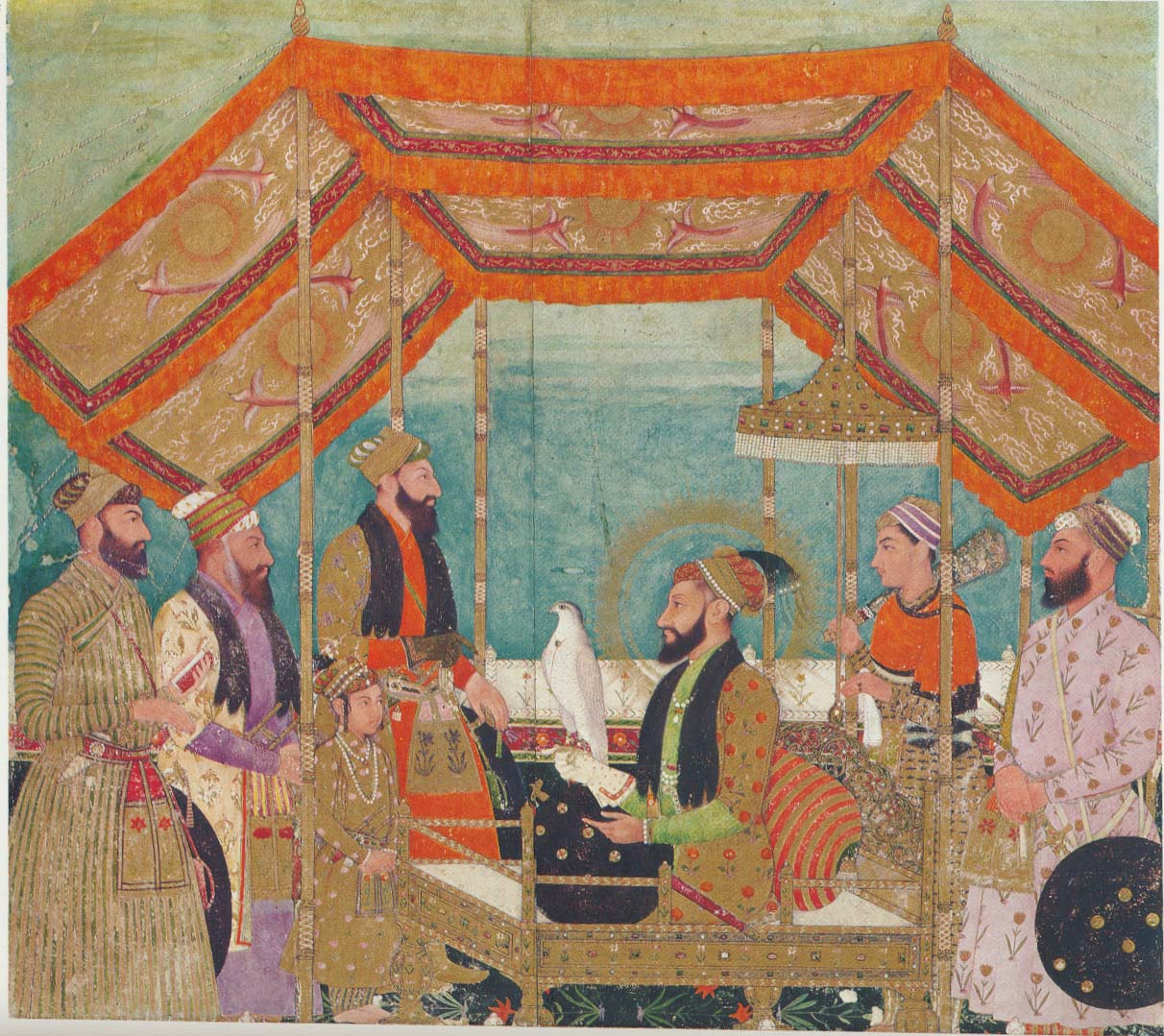
Una scena durbar con l'imperatore Aurangzeb appena incoronato sul suo trono d'oro. Sebbene non incoraggiasse la pittura moghul, alcuni dei migliori lavori furono eseguiti durante il suo regno.

Aurangzeb (1658–1707) non fu mai un mecenate entusiasta della pittura, in gran parte per motivi religiosi, e si allontanò dalla pompa e dal cerimoniale della corte intorno al 1668, dopo di che probabilmente non commissionò più dipinti. Dopo il 1681 si trasferì nel Deccan per proseguire la sua lenta conquista dei Sultanati del Deccan, non tornando più a vivere nel nord.
I dipinti moghul continuarono a sopravvivere, ma il declino era iniziato. Alcune fonti notano tuttavia che alcuni dei migliori dipinti moghul sono stati realizzati per Aurangzeb, ipotizzando che gli artisti credessero che stesse per chiudere le botteghe e si superarono in suo favore. Ci fu un breve risveglio durante il regno di Muhammad Shah 'Rangeela' (1719-1748), ma al tempo di Shah 'Alam II (1759–1806), l'arte della pittura moghul aveva perso la sua gloria. A quel tempo, si erano sviluppate altre scuole di pittura indiana, tra cui, quelle delle corti reali dei regni Rajput del Rajputana, la pittura Rajput, e nelle città governate dalla Compagnia britannica delle Indie orientali, lo stile della compagnia sotto l'influenza occidentale. Lo stile del tardo moghul mostra spesso un maggior uso della prospettiva e della recessione sotto l'influenza occidentale.

## Artisti

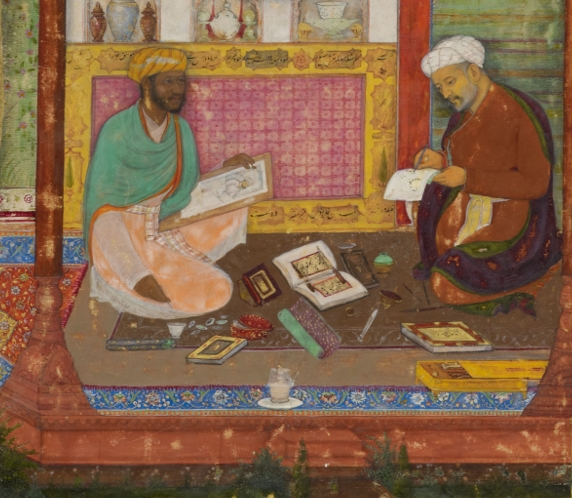
Lo scriba e pittore di un manoscritto, Khamsa di Nizami, nella British Library, realizzato per Akbar, 1610

I maestri persiani Abd al-Samad e Mir Sayyid Ali, che avevano accompagnato Humayun in India nel XVI secolo, erano stati messi a capo della bottega imperiale durante le fasi formative della pittura moghul. Molti artisti lavorarono su grandi commissioni, la maggior parte apparentemente indù, a giudicare dai nomi registrati. La pittura moghul in genere coinvolgeva un gruppo di artisti, uno (generalmente il più anziano) decideva e delineava la composizione, un secondo la dipingeva realmente, e forse un terzo specializzato in ritrattistica, eseguiva i volti.
Questo è stato il caso in particolare dei grandi progetti di libri storici che hanno dominato la produzione durante il regno di Akbar, Tūti-nāma, Baburnama, Hamzanama, Razmnama e Akbarnama. Per i manoscritti della poesia persiana c'era un modo diverso di lavorare, con i migliori maestri che apparentemente si aspettavano di produrre miniature squisitamente finite, in tutto o in parte del loro lavoro. Un'influenza sull'evoluzione dello stile durante il regno di Akbar fu Kesu Das, che comprese e sviluppò "tecniche europee di rappresentazione dello spazio e del volume".
Secondo gli studiosi moderni, ad Akbar piaceva vedere i nomi degli artisti scritti sotto ogni miniatura. L'analisi dei manoscritti mostra che le miniature individuali sono state assegnate a molti pittori. Ad esempio, l'incompleto Razmnama nella British Library contiene 24 miniature, con 21 nomi di artisti diversi, sebbene questo possa essere un numero particolarmente elevato.
Altri pittori importanti sotto Akbar e Jahangir furono:
- Farrukh Beg (1545 ca. - 1615 ca.), un altro artista importato dalla Persia, in India dal 1585 al 1590, forse poi a Bijapur, tornato a nord dal 1605 circa fino alla sua morte.
- Daswanth, un indù, morto nel 1584, che lavorò in particolare sul Razmnama di Akbar, il Mahābhārata in persiano
- Basawan un indù attivo nel periodo 1580–1600, il cui figlio Manohar Das fu attivo nel periodo 1582-1624
- Govardhan, attivo dal 1596 al 1640, un altro indù, particolarmente bravo nei ritratti. Suo padre Bhavani Das, era stato un pittore minore nel laboratorio imperiale.
- Ustad Mansur (floruit 1590–1624) specialista in animali e piante
- Abu al-Hasan (1589 - 1630 circa), forse figlio di Reza Abbasi, il principale pittore persiano della sua generazione.
- Bichitr
- Bishandas, specialista indù nei ritratti
- Mushfiq, un primo esempio di artista che sembra non aver mai lavorato nel laboratorio imperiale, ma per altri clienti.
- Miskin

Altri: Nanha, Daulat, Payag, Abd al-Rahim, Amal-e Hashim, Keshavdas e Mah Muhammad.
La scuola sub-imperiale della pittura moghul includeva artisti come Mushfiq, Kamal e Fazl. Durante la prima metà del XVIII secolo, molti artisti formati dai moghul lasciarono il laboratorio imperiale per lavorare nelle corti dei Rajput. Questi comprendevano artisti come Bhawanidas e suo figlio Dalchand.

## Lo stile moghul oggi
I dipinti in miniatura in stile moghul vengono ancora oggi creati da un piccolo numero di artisti a Lahore concentrati principalmente nel National College of Arts. Sebbene molte di queste miniature siano copie abili degli originali, alcuni artisti hanno prodotto opere contemporanee usando metodi classici con, a volte, notevole effetto artistico.
Le abilità necessarie per produrre queste versioni moderne delle miniature moghul sono ancora tramandate di generazione in generazione, anche se molti artigiani impiegano anche dozzine di lavoratori, spesso dipingendo in condizioni lavorative difficili, per produrre opere vendute sotto la firma dei loro maestri moderni.

## Galleria d'immagini

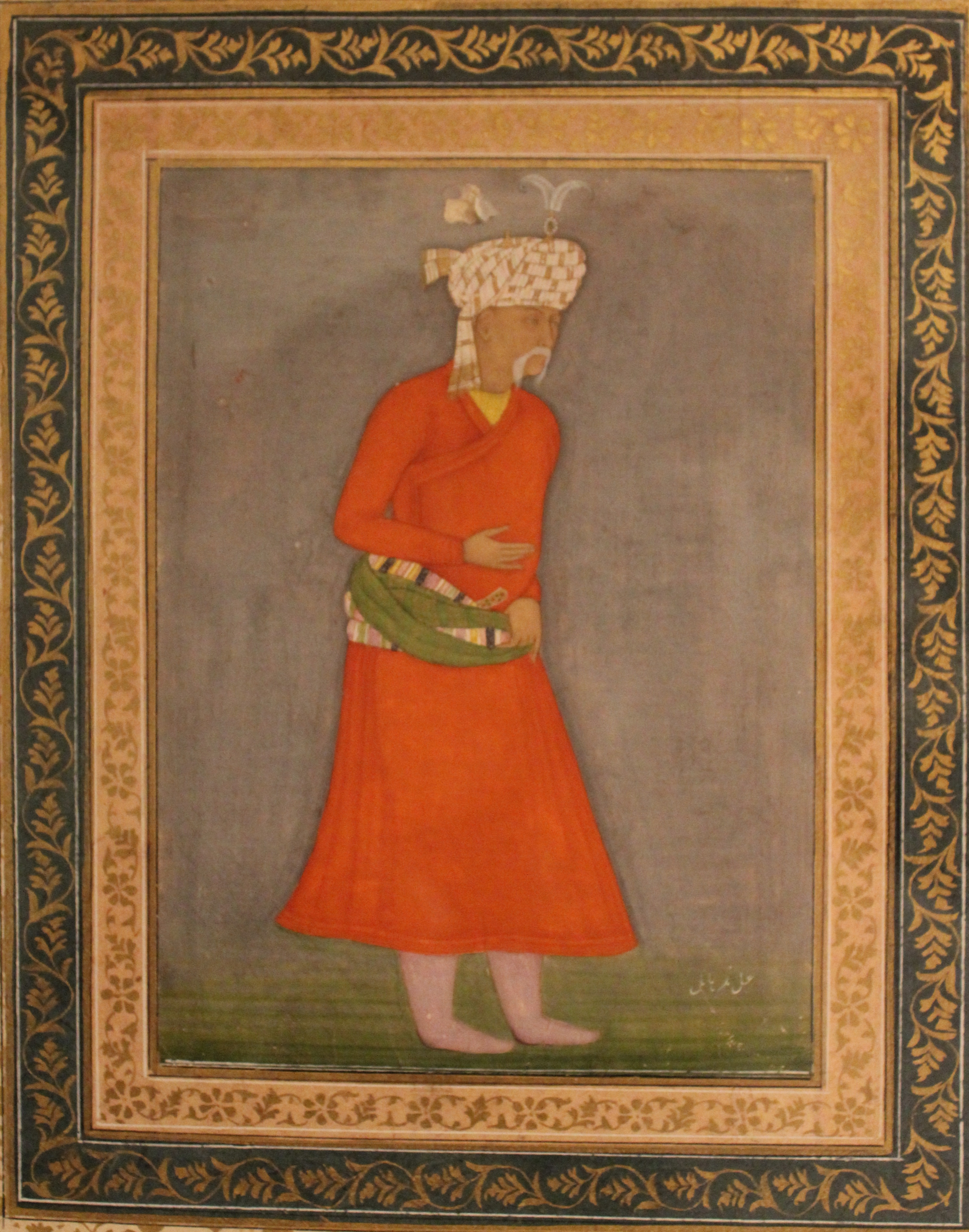
Ritratto di Akbar
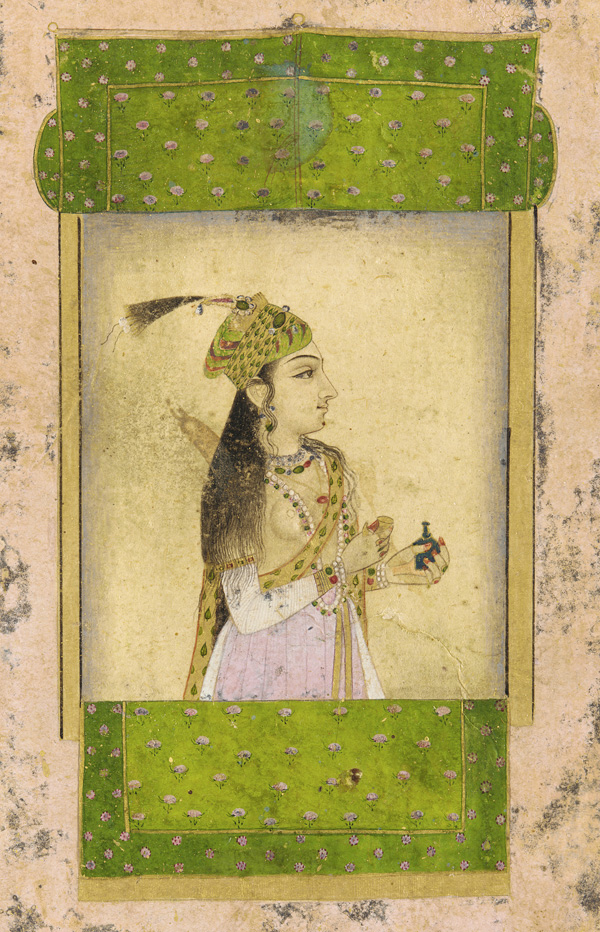
Una nobile signora, dinastia moghul, India. XVII secolo. Colore e oro su carta.
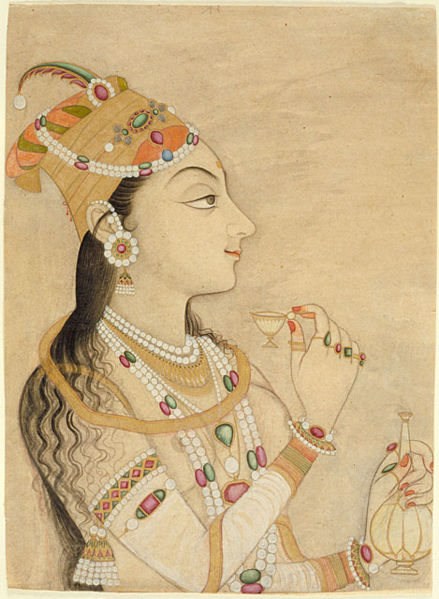
Nur Jahan
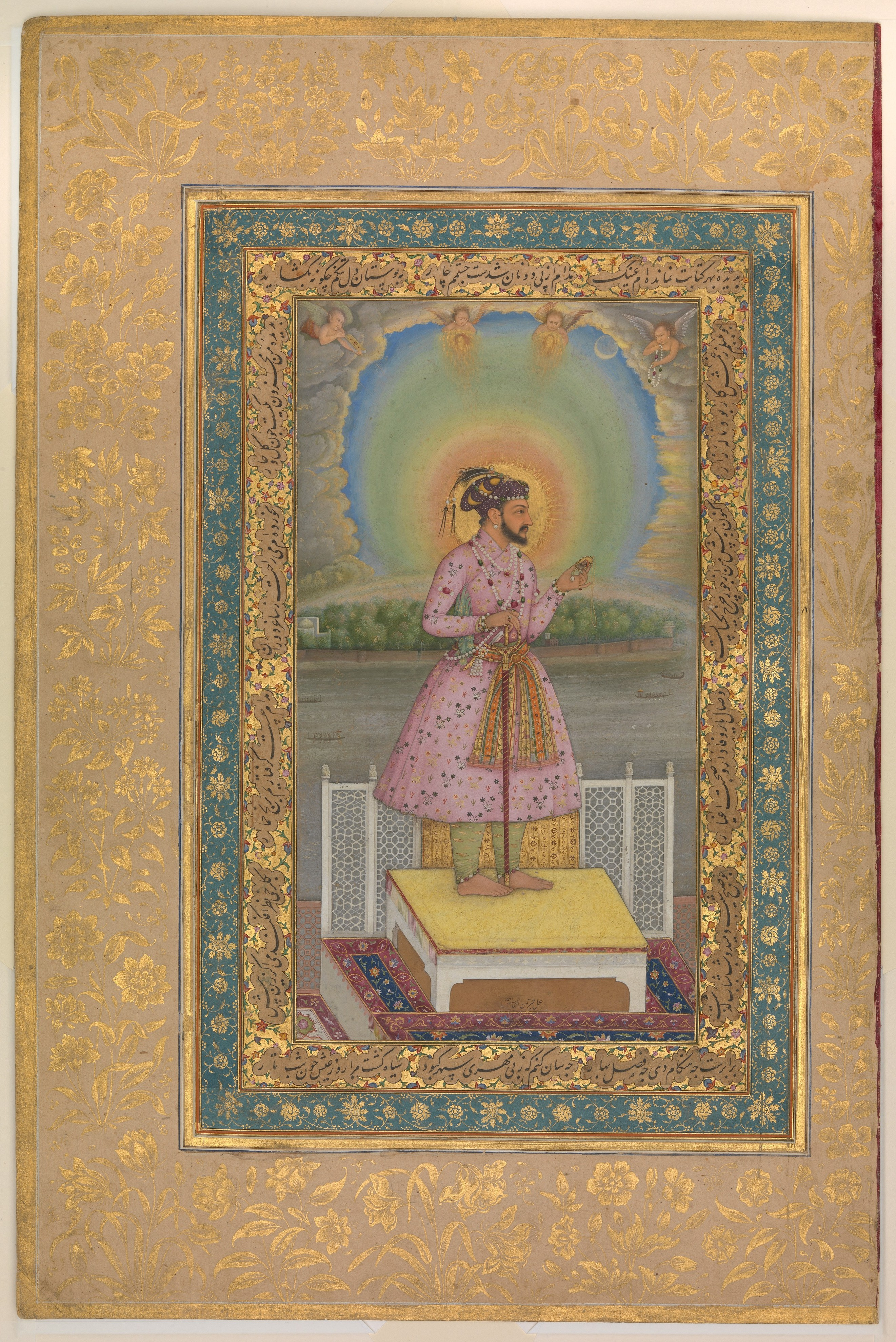
Shah Jahan su una terrazza che regge un pendente con il suo ritratto
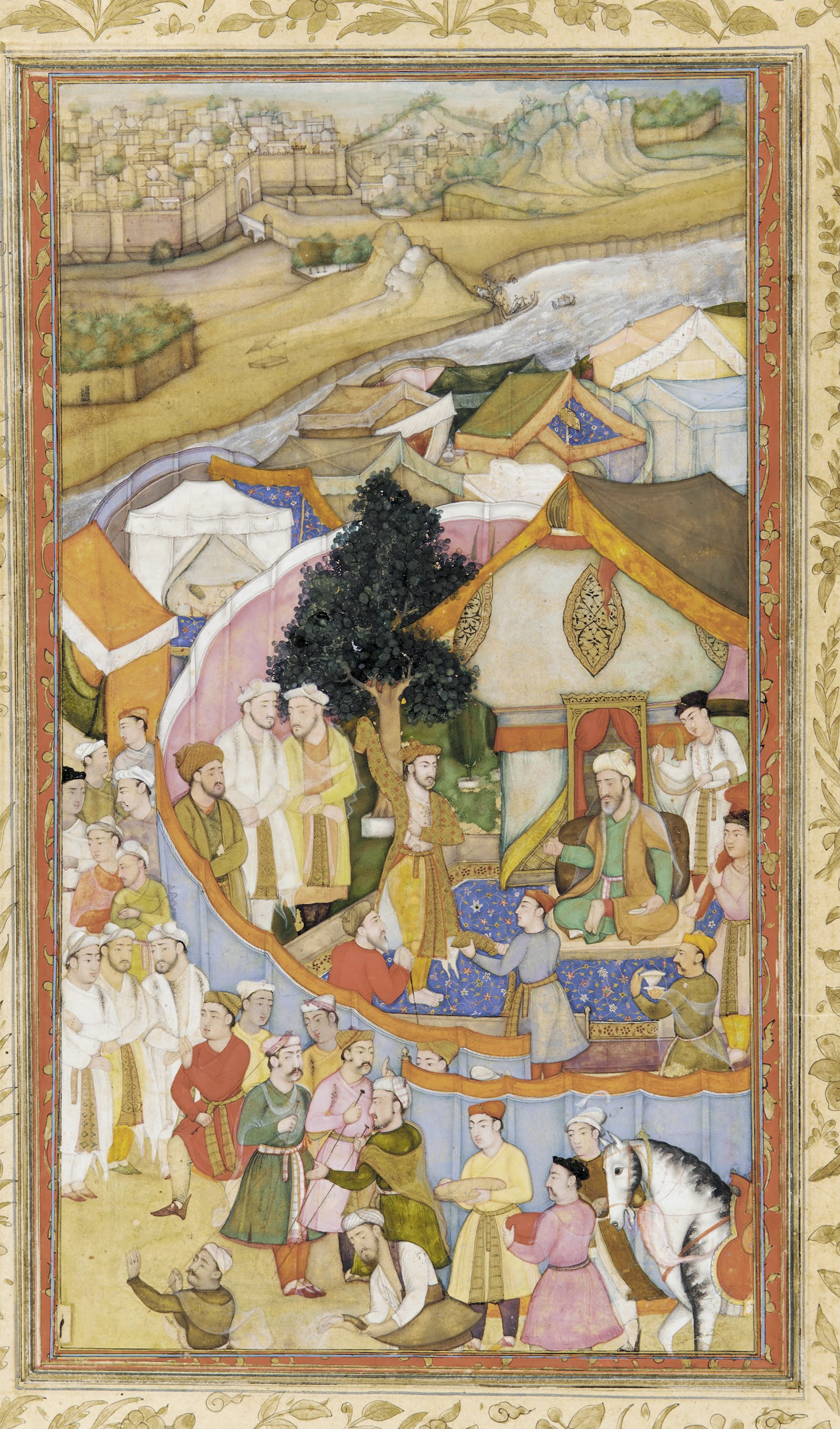
Daud Khan Karrani riceve un caftano d'onore da Munim Khan
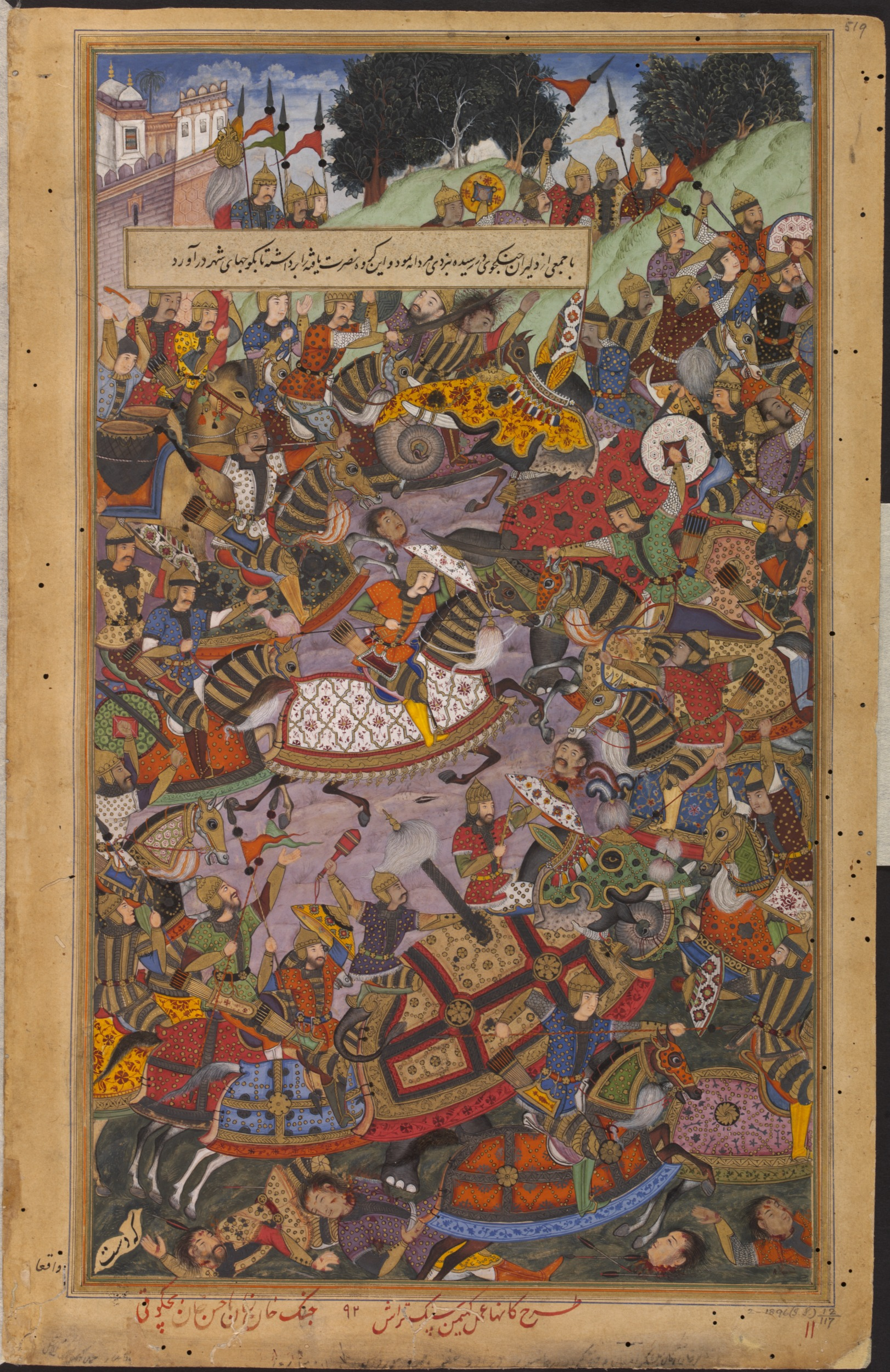
Vittoria di Ali Quli Khan sul fiume Gomti-Akbarnama, 1561
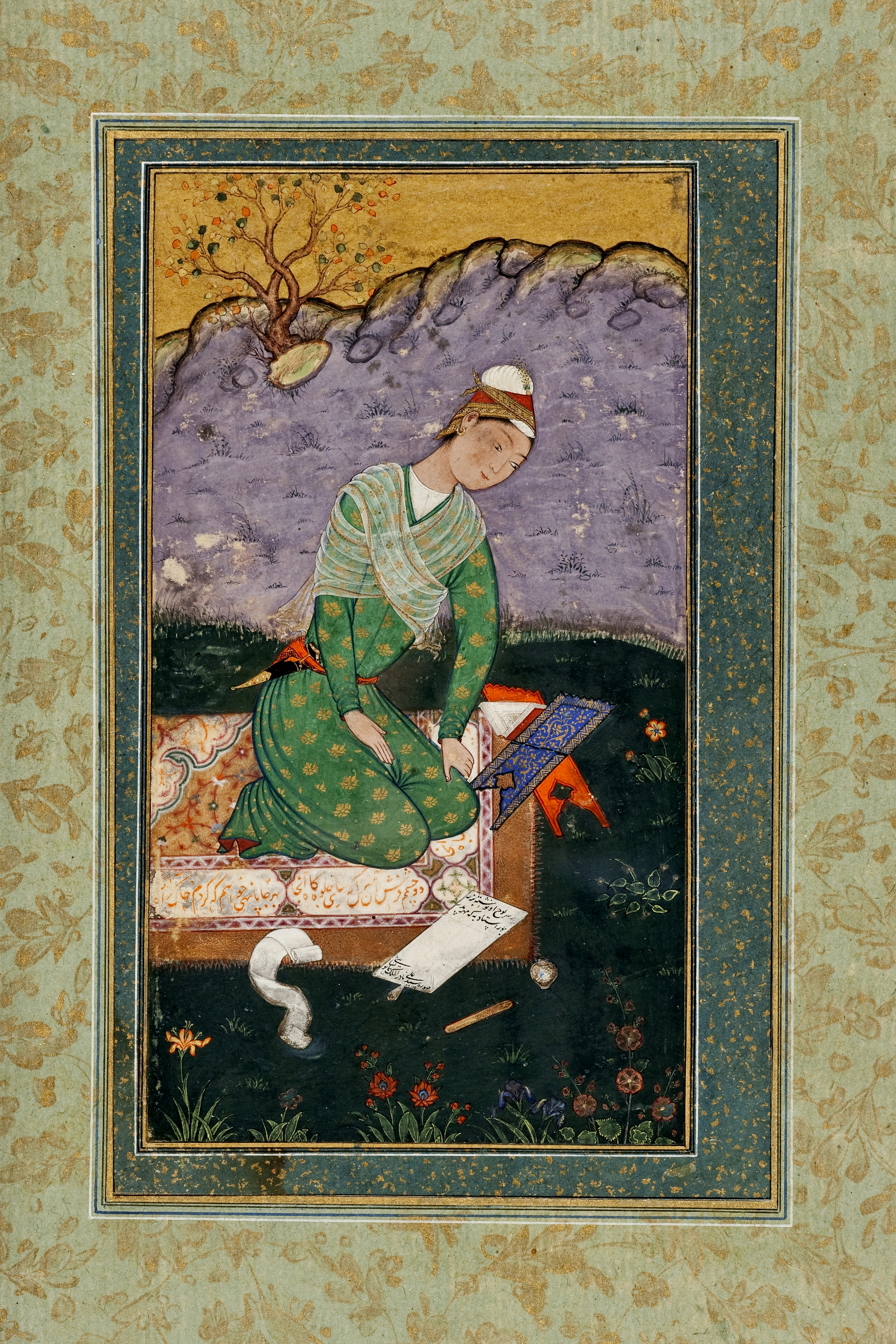
Rappresentazione di Mir Sayyid Ali di un giovane studioso dell'Impero oghul, mentre legge e scrive un commento sul Corano, 1559.
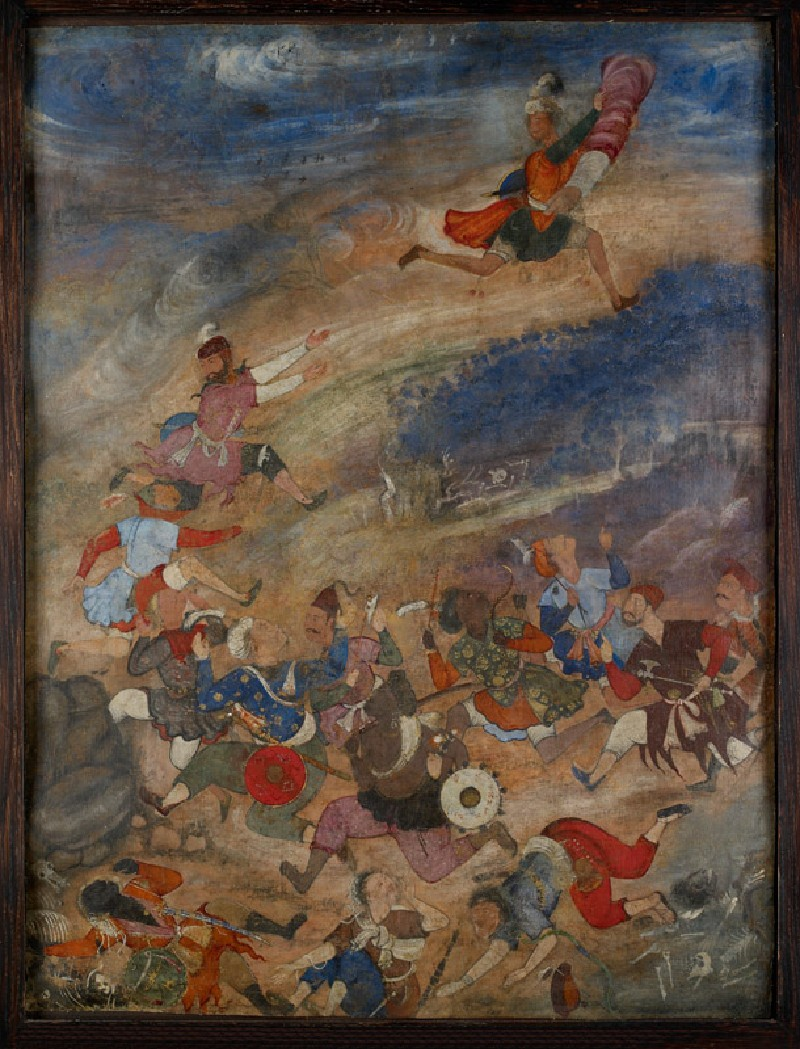
Scena di battaglia dall'Hamzanama, 1570
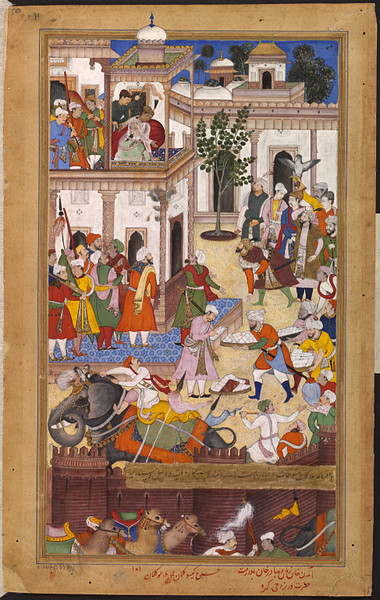
Rappresentazione dei fratelli ribelli Ali Quli e Bahadur Khan. Akbarnama, 1590–95
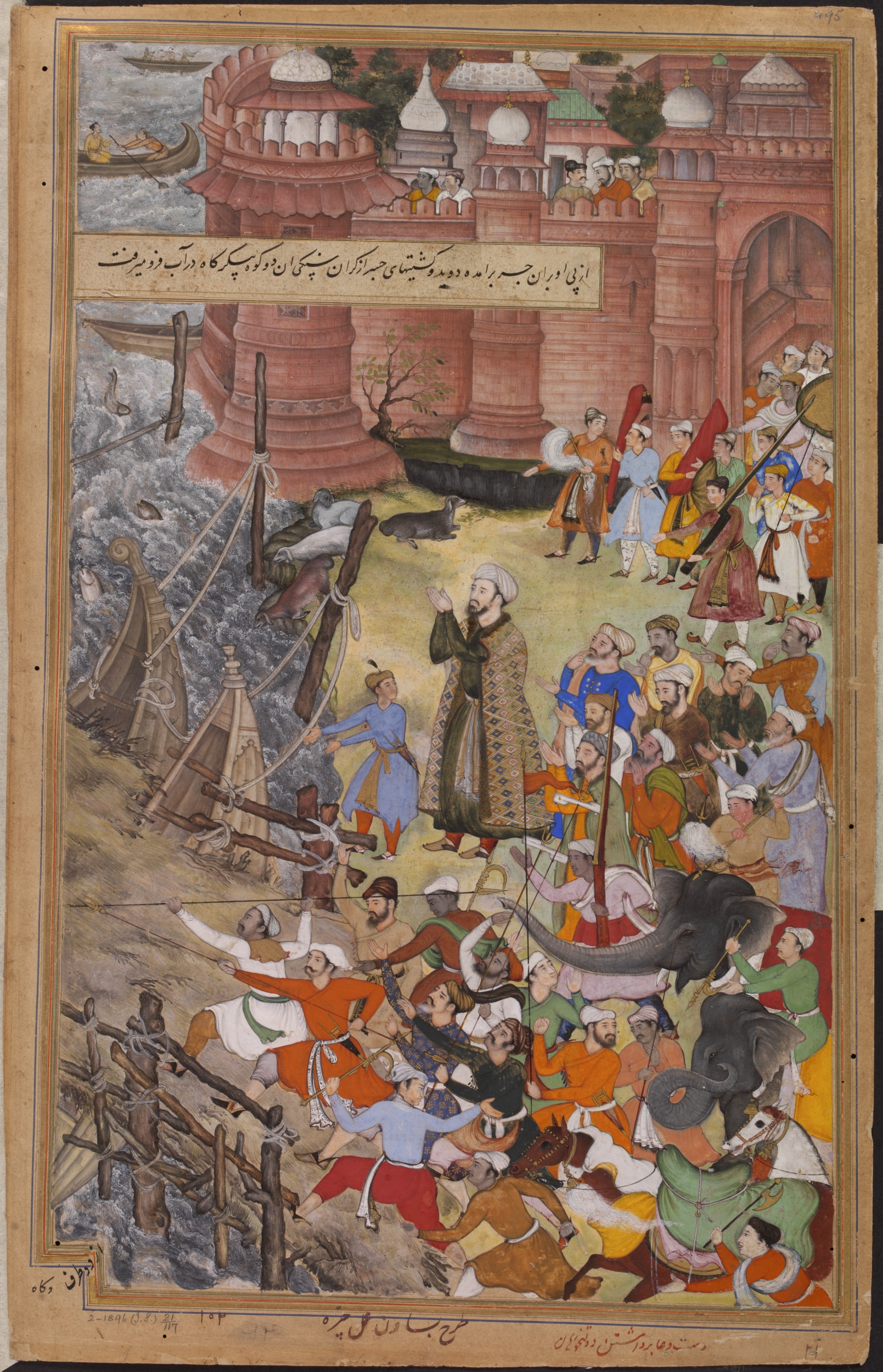
Akbar cavalca l'elefante Hawa'I inseguendo un altro elefante attraverso un ponte di barche che crolla (a destra), 1561
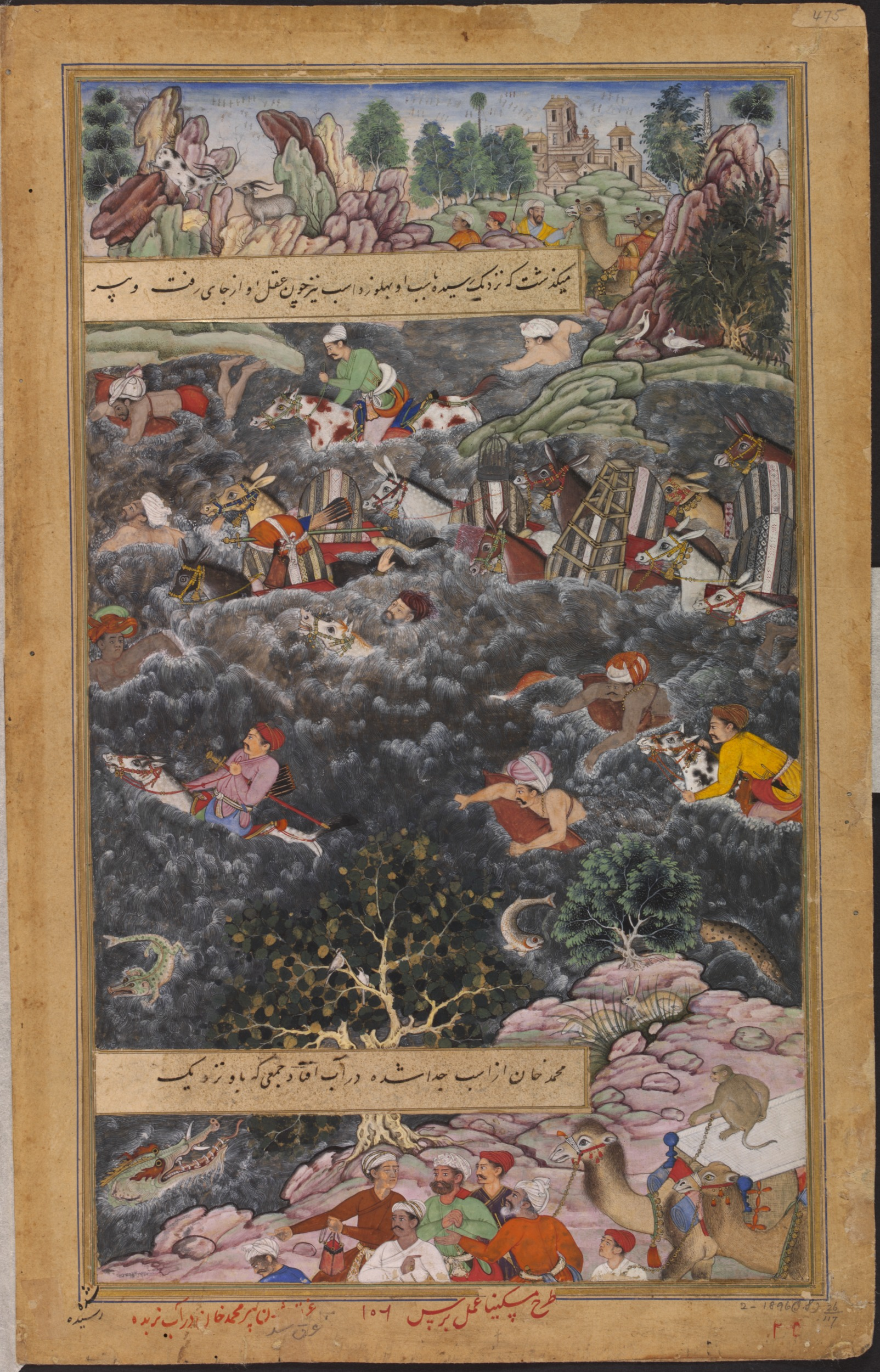
Pir Muhammad annega mentre attraversa la Narbada-Akbarnama, 1562
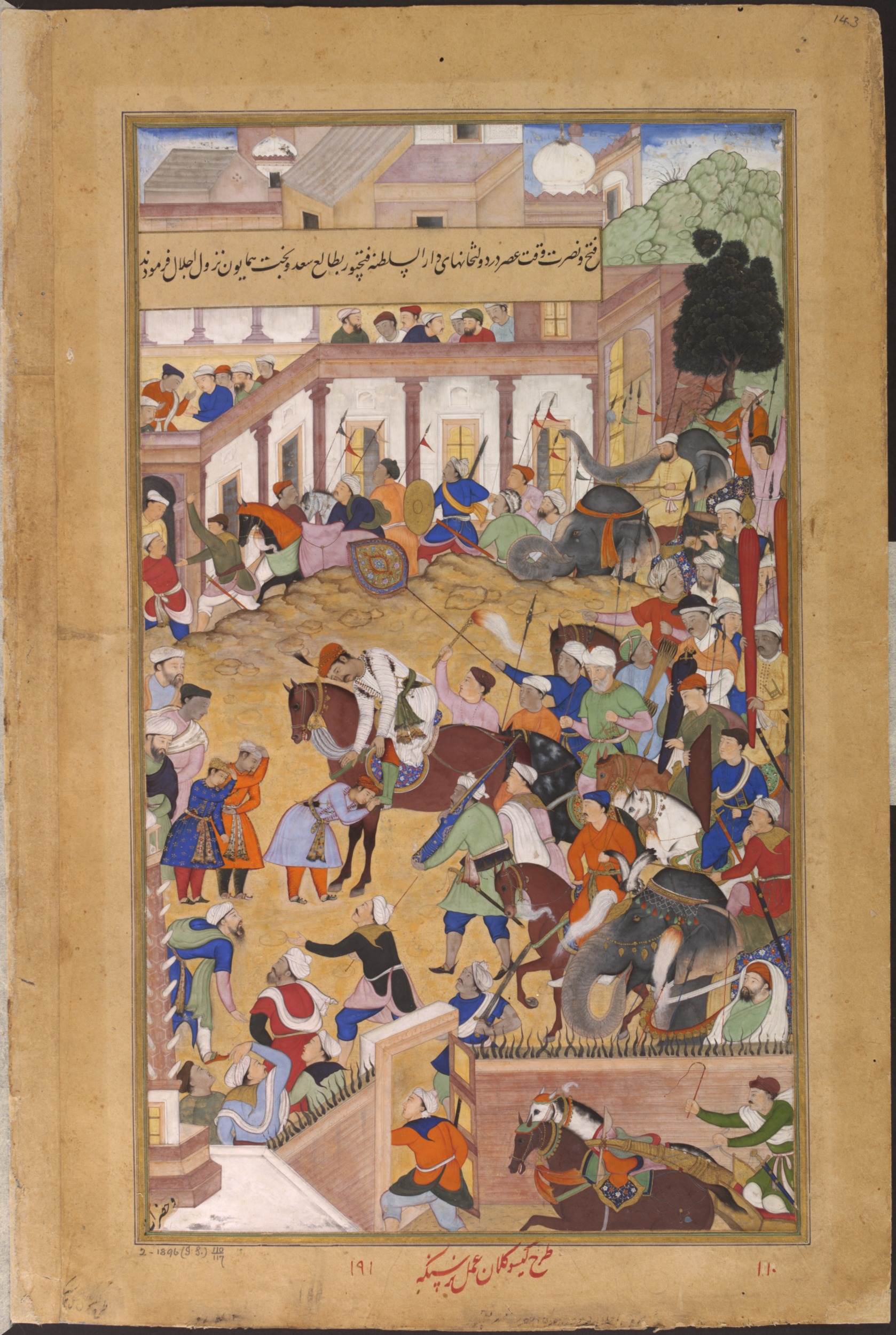
Akbar riceve i suoi figli a Fatehpur Sikri. Akbarnama, 1573
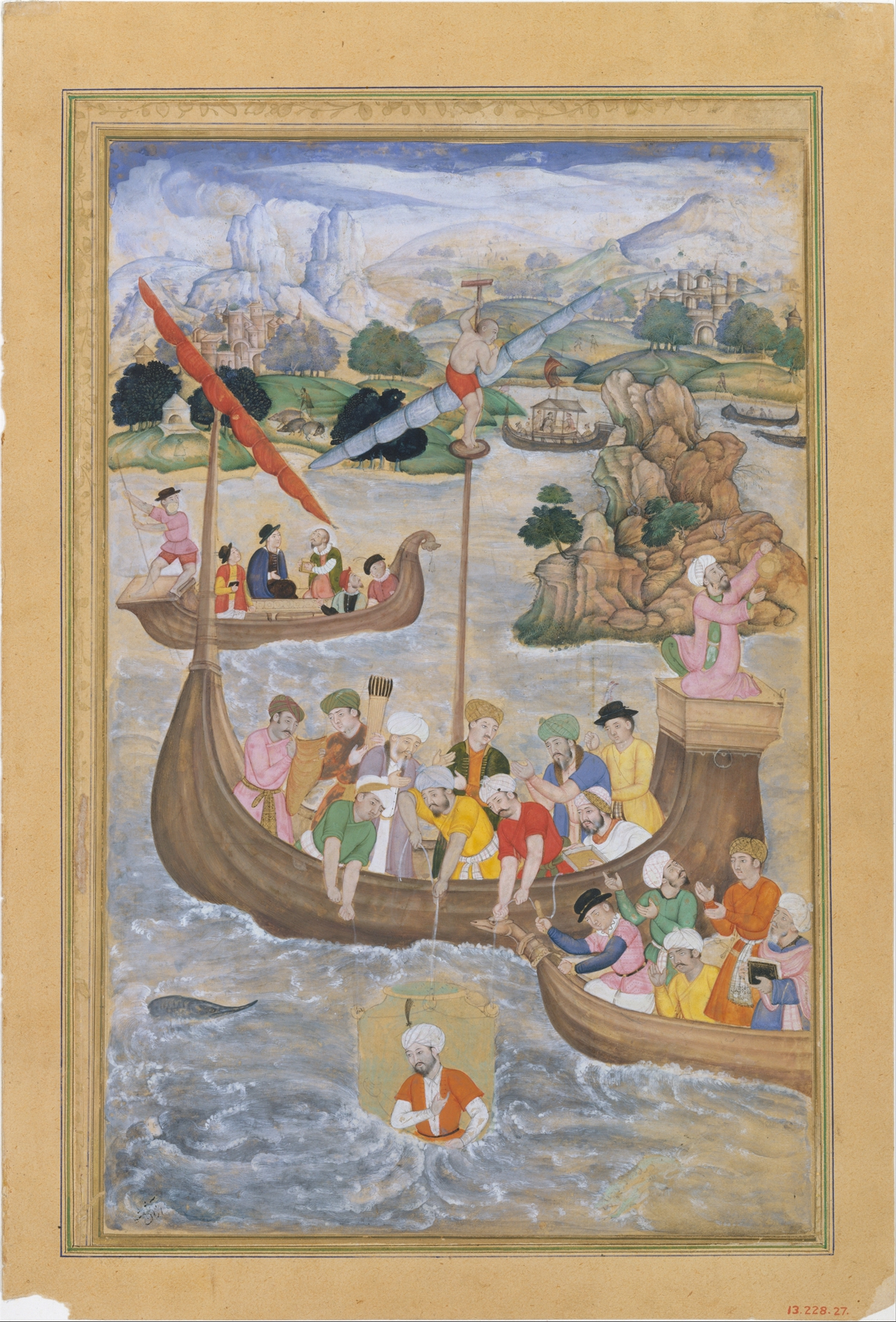
Alessandro viene calato in mare, da un Khamsa (Quintetto) di Amir Khusrau Dihlavi c. 1597-1598, attribuito a Mukanda.
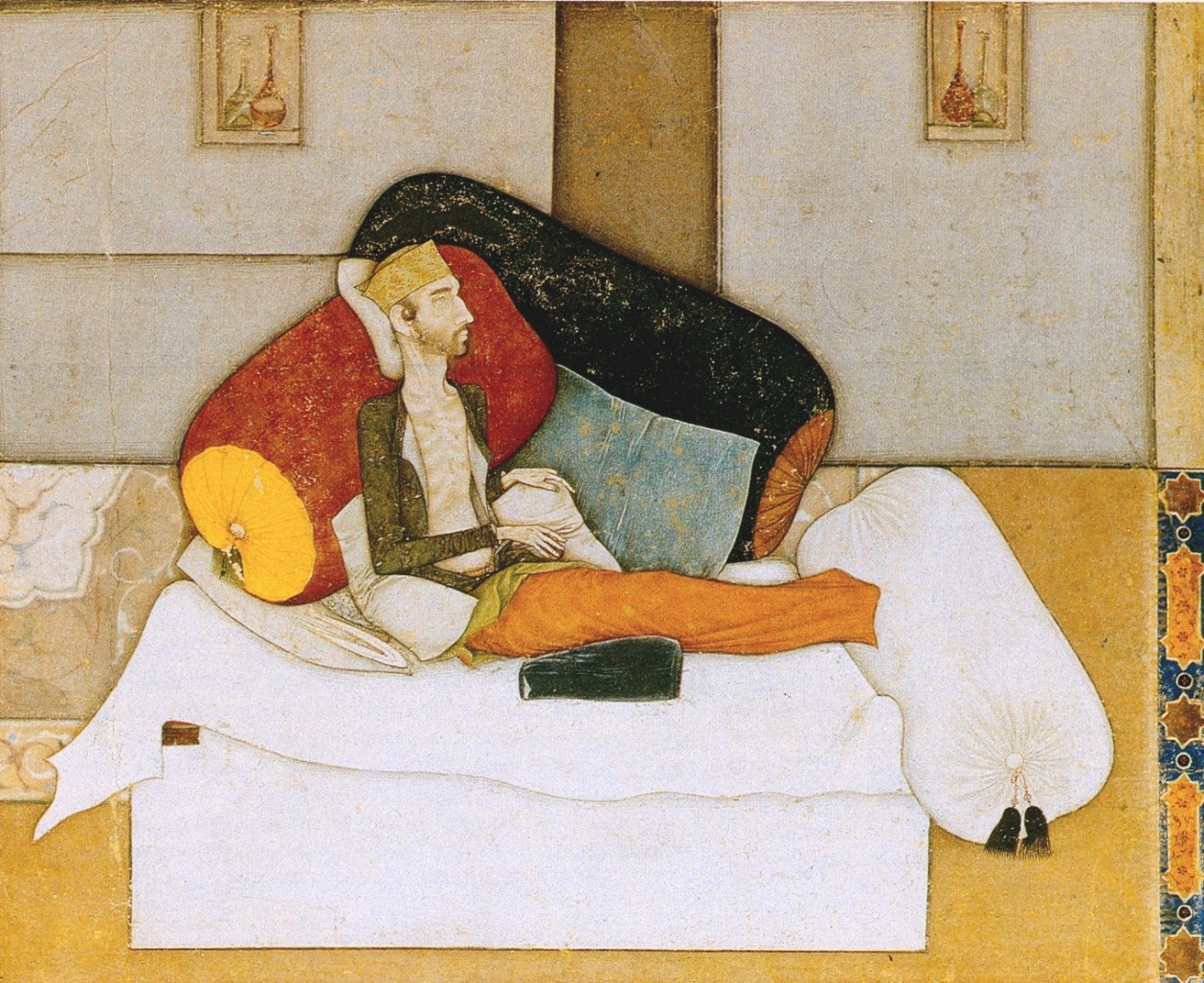
Govardhan, The Dying Inayat Khan, c. 1618, Bodleian Library, Oxford
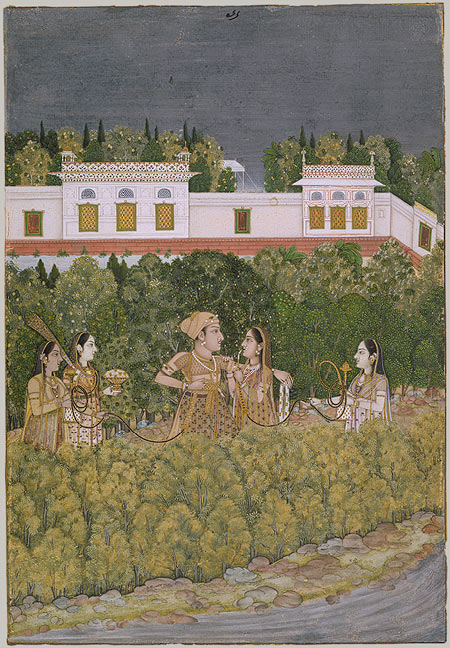
Un principe e signore moghul in un giardino del XVIII secolo
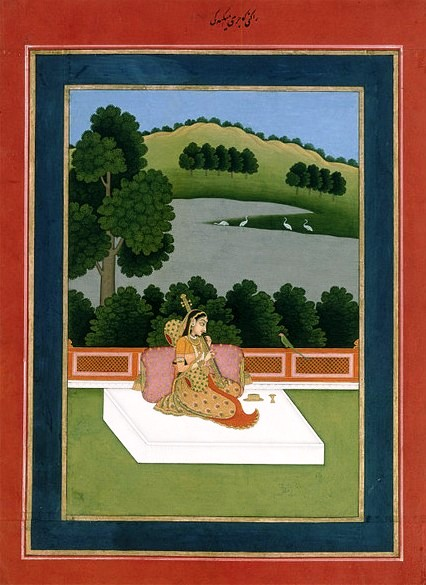
Una giovane donna che suona un Veena a un parrocchetto, simbolo del suo amante assente. Pittura settecentesca nello stile provinciale moghul del Bengala
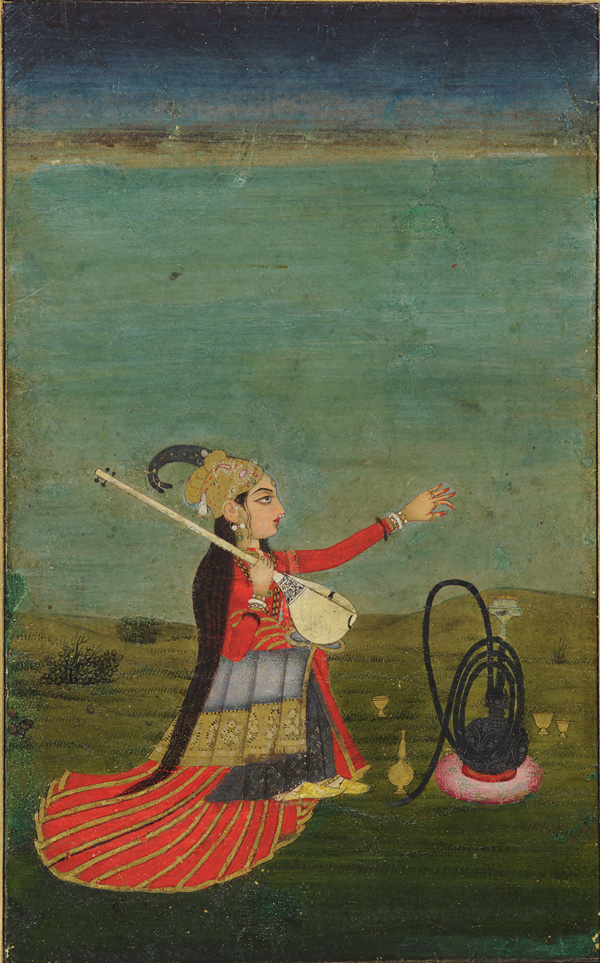
Esecutrice con tanpura, XVIII secolo. Colore e oro su carta.
Asceta seduto sulla pelle di leopardo, fine del XVIII secolo
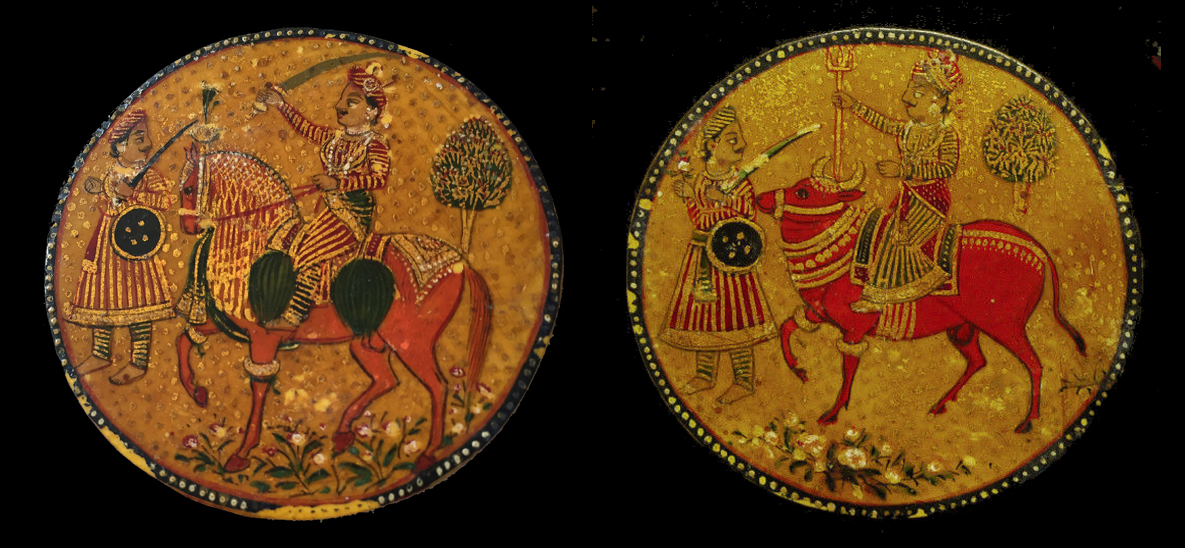
Carte da gioco moghul Ganjifa, inizi del XIX secolo, con dipinti in miniatura - per gentile concessione della collezione Wovensouls
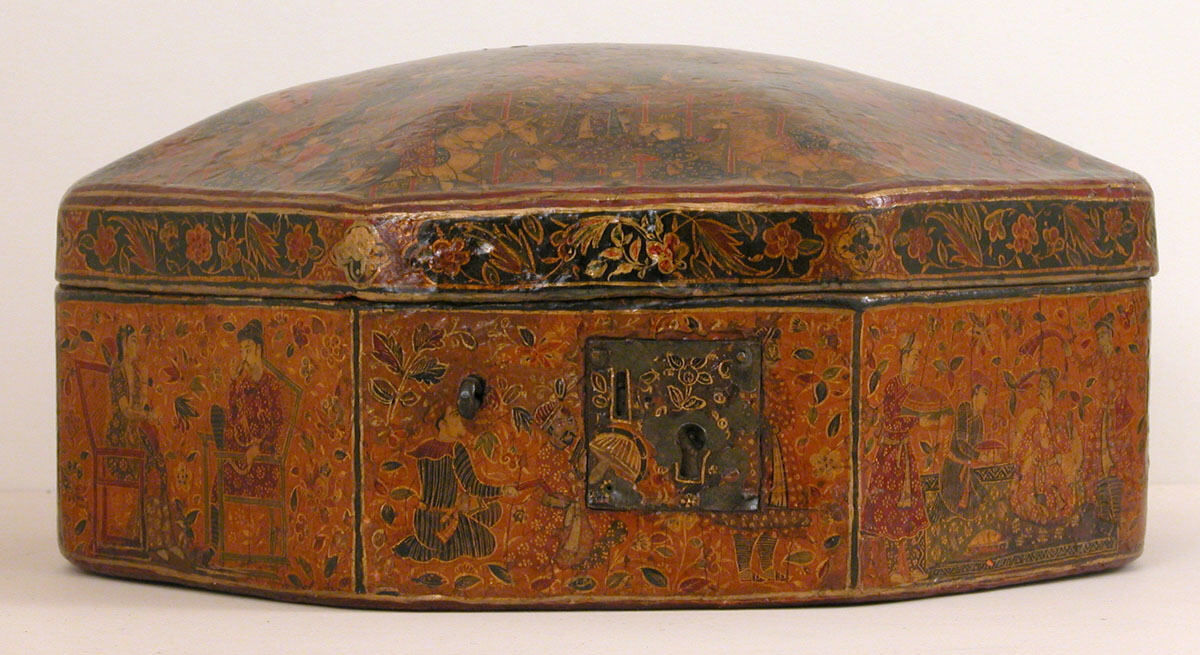
La decorazione figurale di questo esempio mostra una forte relazione con i dipinti del XVII secolo.